# Financially Dissatisfied, Philosophically Trying
Financially Dissatisfied, Philosophically Trying är Union Carbide Productions andra album som gavs ut 1989 på Radium Records. Precis som på första albumet var det Henryk Lipp som producerade men denna gång bara med hjälp av sångaren Ebbot.

## Låtlista
1. "At Dawn" 1:34
2. "Born In The 60's" 3:32
3. "San Francisco Boogie" 5:00
4. "13th Trip" 1:49
5. "Down On The Farm" 6:02
6. "Maximum Dogbreath" 4:42
7. "Here Comes God" 7:44
8. "Another Rock'n'Roll Statement" 4:50
9. "Glad To Have You Back" 4:10
10. "Career Opportunities" 7:38

## Medverkande
- Björn Olsson
- Patrik Caganis
- Henrik Rylander
- Ebbot Lundberg
- Per Helm